# Middag-Humsterland

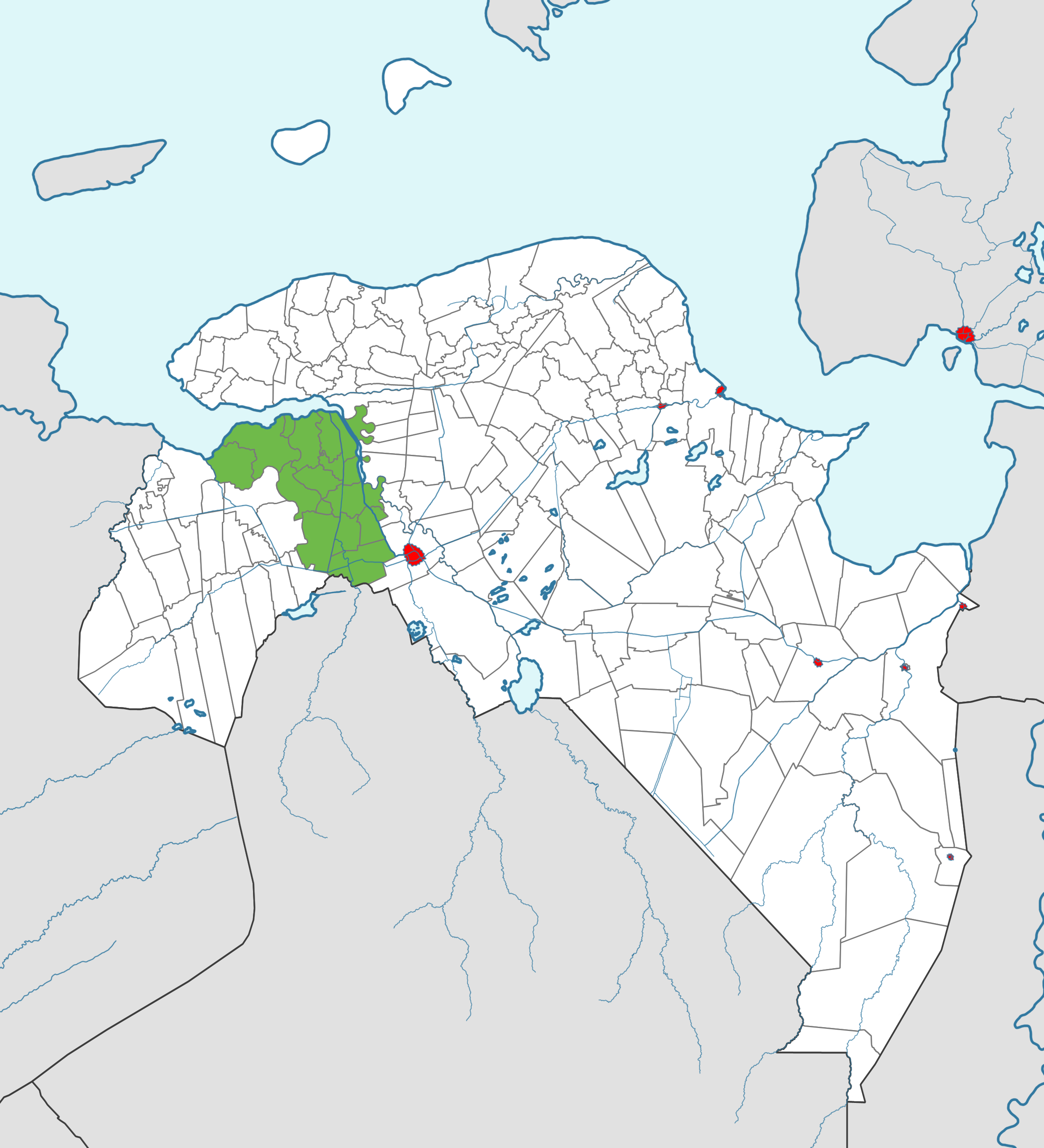
Middag-Humsterland in 1789

Middag-Humsterland is een Nationaal Landschap in de provincie Groningen. Het bestaat uit de streken Middag en Humsterland en is 5344 ha groot. Sinds 2005 heeft het gebied de status Nationaal Landschap en het is voorgedragen voor de lijst van Werelderfgoed van de UNESCO.

## Beschrijving en naam
Ten noordwesten van de stad Groningen liggen de voormalige, middeleeuwse eilanden Middag en Humsterland. Bewoning was hier vroeger mogelijk op wierden. Deze zijn archeologisch interessant en in goede staat. Tussen de eilanden liggen dichtgeslibde wadgeulen die nog steeds terug te vinden zijn in de gebogen vormen van de sloten en percelen.
Middag is een verbastering van "Midage" of "mid oog", met de betekenis "middelste eiland" - vergelijk "oog" in Schiermonnikoog. Humsterland is afgeleid van Hugmerthi, Hugumarchi of Hugmerki, dat is de marke of het woongebied van de Hugas. Met dat laatste woord werden vermoedelijk de Chauken of de voorlopers van de Franken aangeduid. 
Het Humsterland was oorspronkelijk verbonden met De Marne, maar werd daarvan gescheiden door de inbraak van de Lauwerszee en het ontstaan van het Reitdiep rond het jaar 1000. Het noordelijke deel van het gebied met de hoofdplaats Leens voegde zich daarna bij Hunsingo. De seendkerk van Oldehove ging daarna als centrum voor de streek fungeren. Middag, met de abdij van Aduard werd daarentegen tot de Reductie van 1594 bij Hunsingo gerekend.

## Bezienswaardigheden
- Een overblijfsel van een cisterciënzer klooster en museum te Aduard.
- Een authentieke romaanse kerk uit de tweede helft van de 13de eeuw, in het wierdedorp Oostum.
- Een zeer oud centrum heeft het wierdedorp Garnwerd.
- De wierdendorpen Niehove (met bezoekerscentrum) en Saaksum.
- Een uit de 13de eeuw stammende Romaanse Kerk, eigendom van de Stichting Oude Groninger Kerken in Fransum.
- De Hamster- of Piloersmaborg, de enige nog als boerderij in gebruik zijnde Groninger borg, in Den Ham.
- De Allersmaborg te Ezinge.
- In Ezinge is Museum Wierdenland gevestigd, dat tot doel heeft de aandacht te vestigen op de geschiedenis van wierden en het wierdenland. In dit museum is tevens een Archeologisch Informatiepunt ondergebracht.

Verder zijn er nog het gehucht Krassum waar het Pieterpad doorheen loopt en Brillerij waar de wierde grotendeels is afgegraven.

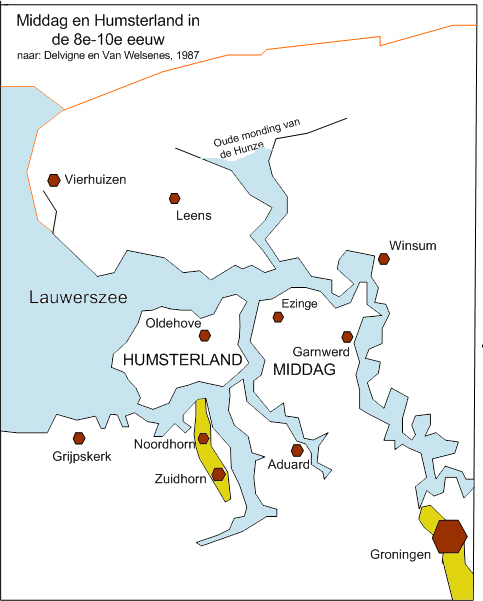
Kaart van Middag en Humsterland ten tijde van de inbraken van de Lauwerszee (800-1000). In kleur de pleistocene opduikingen van het Drents plateau
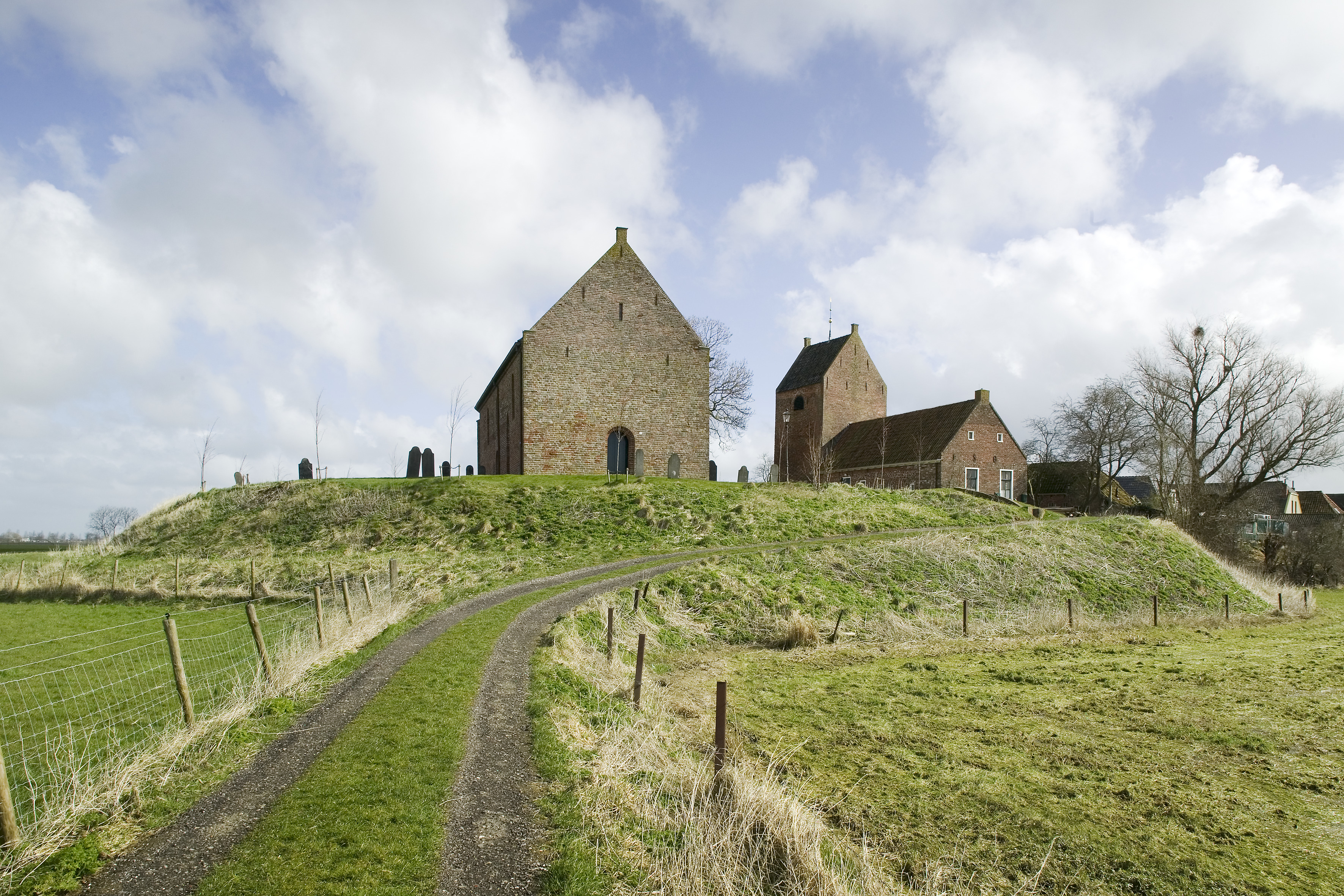
Wierde van Ezinge
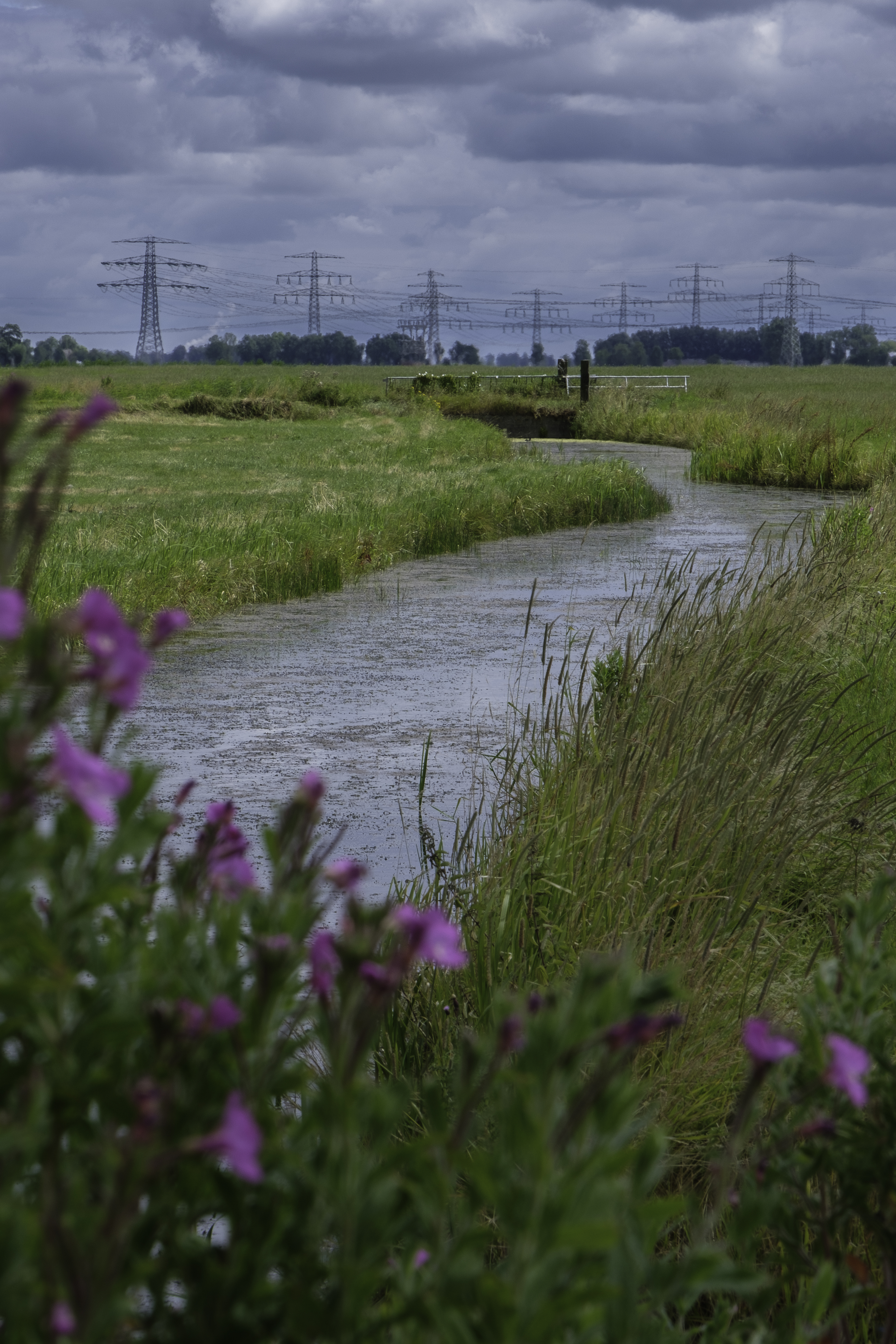
Slingerende sloot nabij Fransum
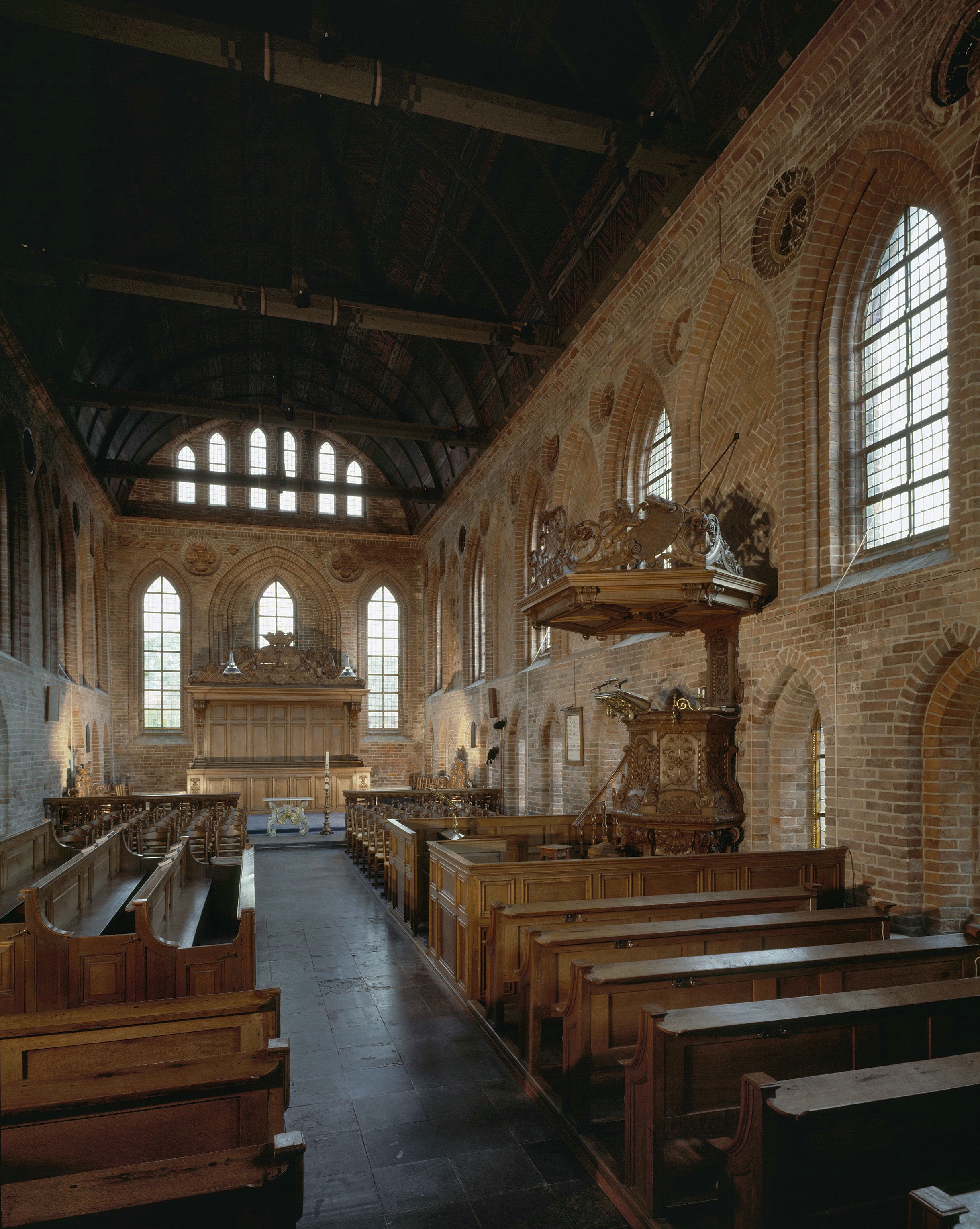
Interieur van de voormalige ziekenzaal van het klooster van Aduard, dat later werd verbouwd tot kerk
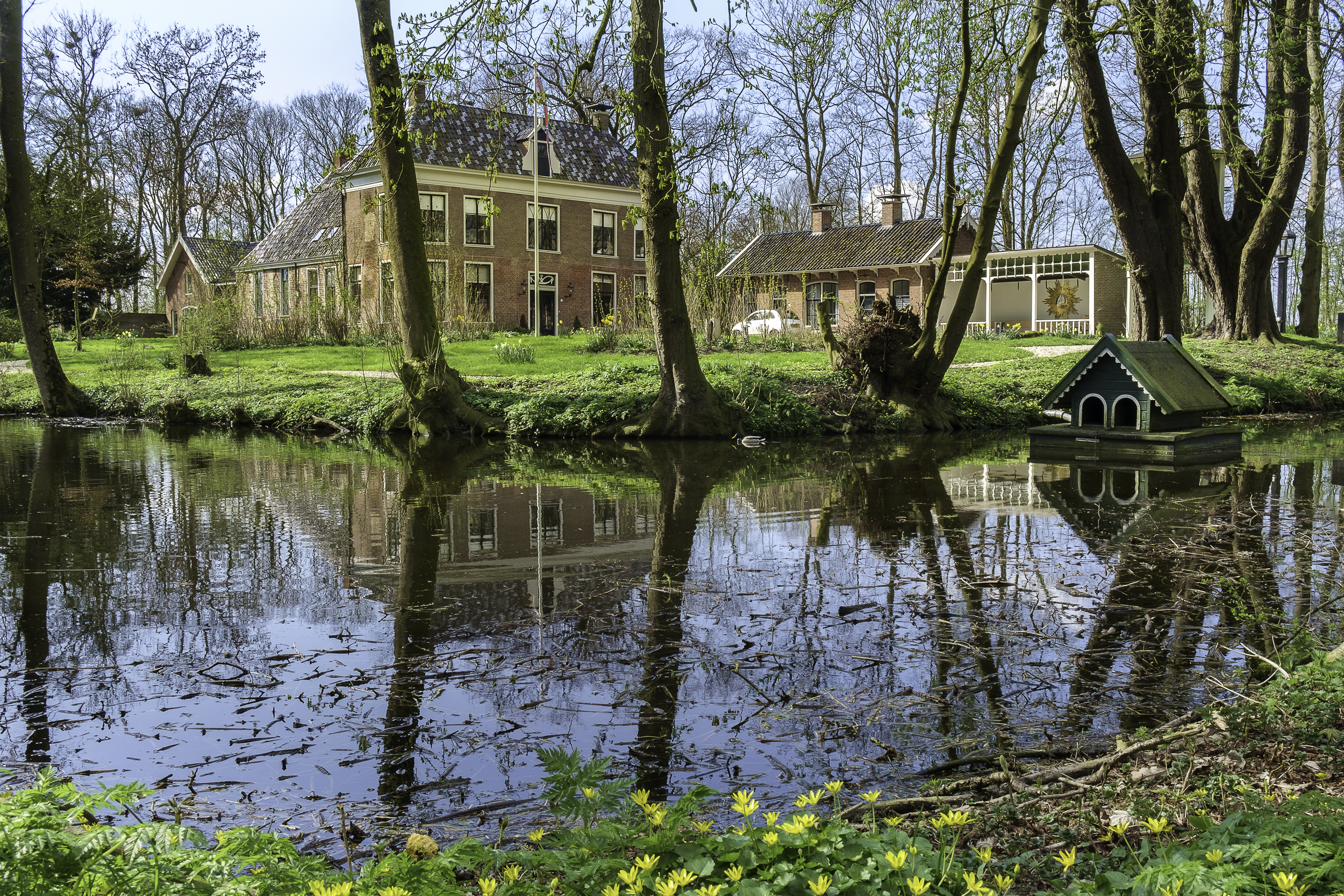
Allersmaborg
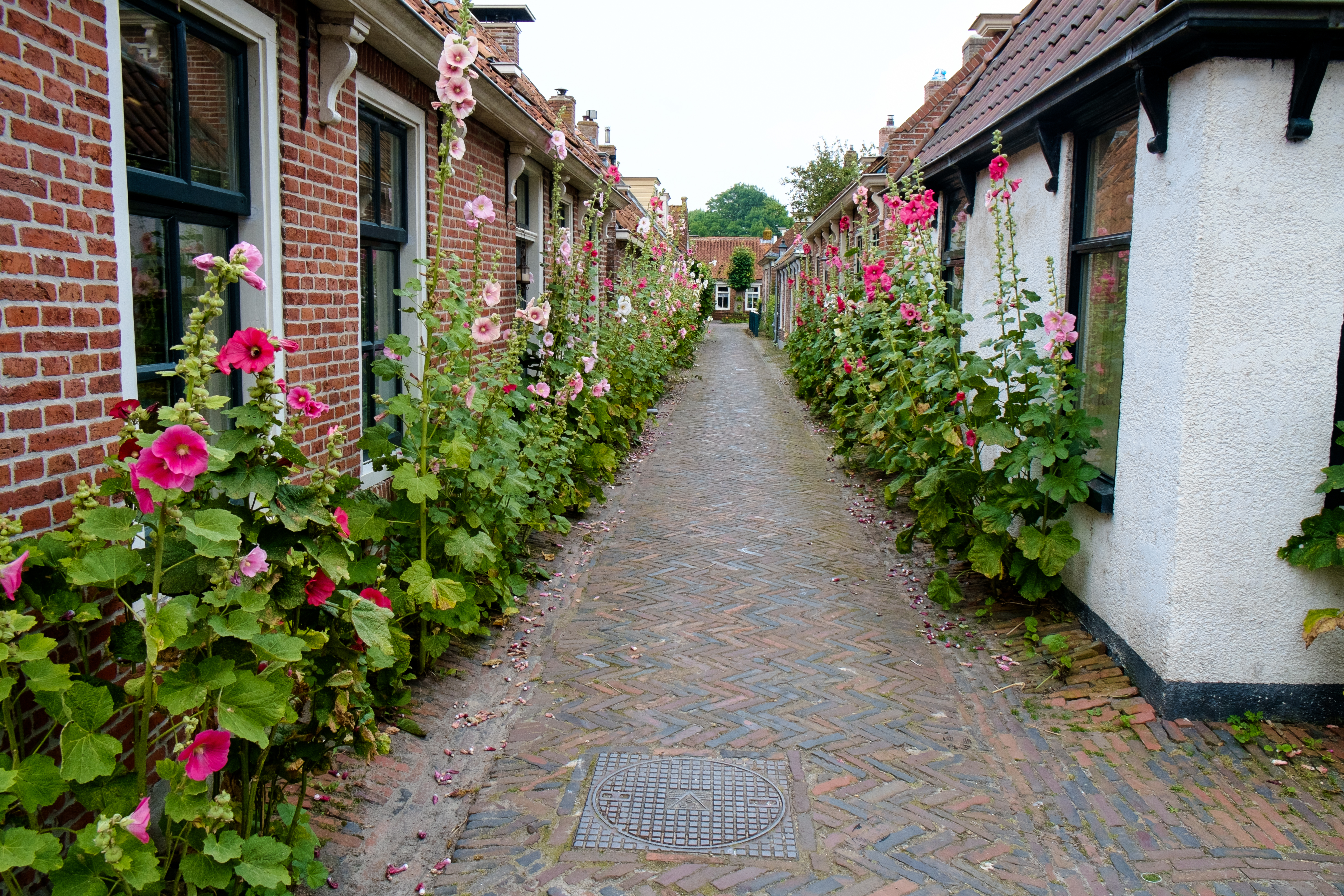
Burgemeester Brouwerstraat in Garnwerd
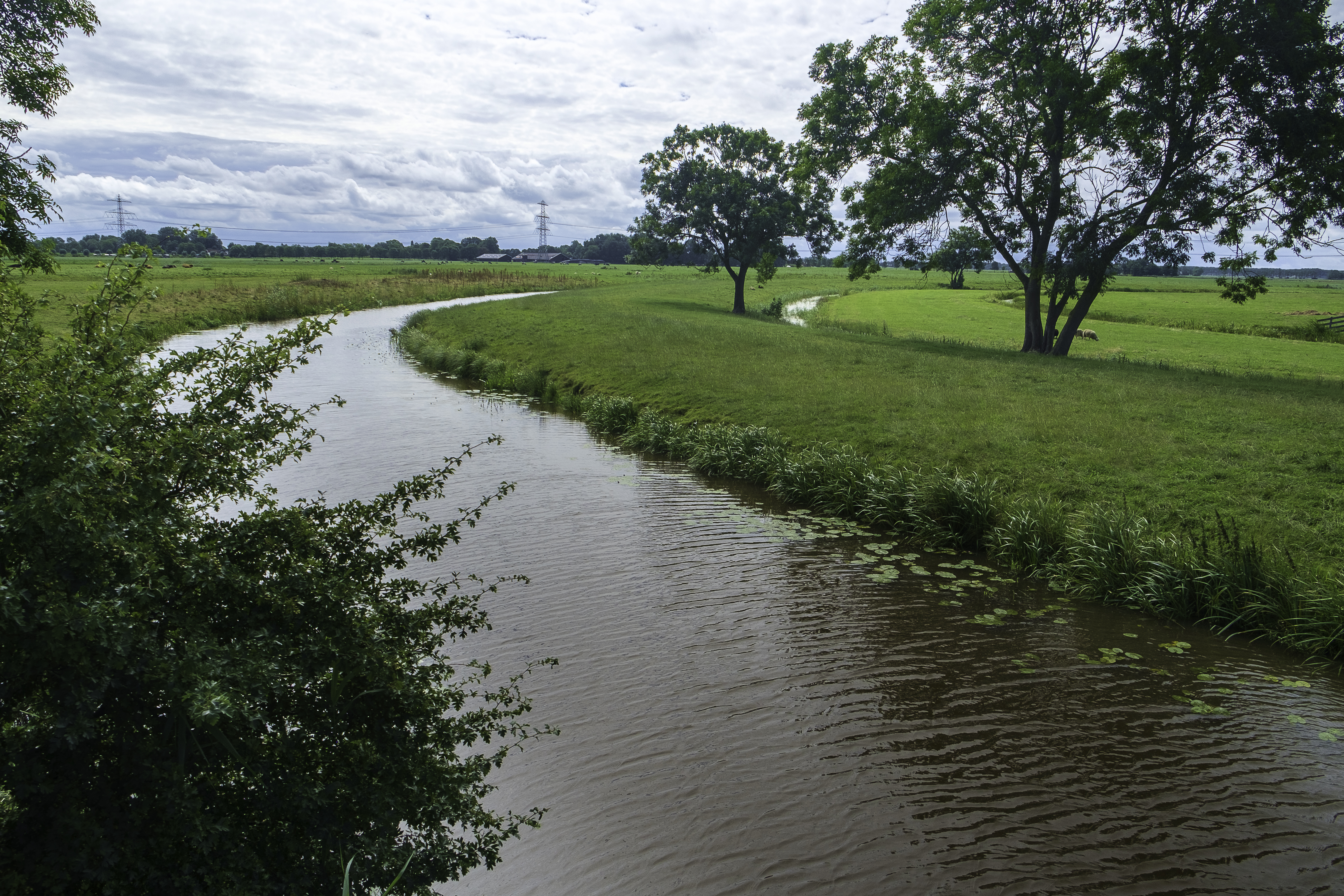
Het Oude Diepje